# 국가안전보장
국가안전보장(國家安全保障, 영어: national security, national defense) 또는 국가안보(國家安保)는 국민 국가의 안전을 의미하며, 여기에는 시민, 경제, 기관이 포함되며 정부의 의무로 간주된다.

## 정의
국가 안전 보장의 개념이 모호하며, 군사 위협과 정치적 강요으로부터의 자유를 강조한 단순한 정의들로부터 발전되어왔다.:1–6:52–54
오늘날까지 제안된 수많은 정의는 다음과 같으며 개념이 비군사적 관심을 아우르는 데까지 발전한 것을 보여준다:
- "전쟁을 피하기 위해 적법한 관심을 희생할 필요가 없을 때 국가는 안전 보장이 있으며, 도전을 받을 경우 전쟁을 통해 이들을 관리할 수 있다."(월터 리프먼, 1943).[1]:5
- "국가 안전 보장의 명확한 의미는 외부 독재로부터의 자유를 뜻한다."(해럴드 라스웰, 1950)[1]:79
- "국가 안전 보장은 객관적 견지에서는 수득한 가치에 대한 위협이 없음을 의미하고, 주관적 견지에서는 이러한 가치가 공격을 받을 것이라는 두려움이 없음을 뜻한다."(아널드 울퍼스, 1960)[3]
- "국가 안전 보장은 국가의 물리적인 온전함과 영토를 보존할 수 있는 능력이다. 즉, 합리적인 용어로 전 세계 나머지 지역들과의 경제적 관계를 유지하는 것, 자연, 기관, 정부를 외부의 파멸로부터 보존하는 것, 국경을 통제하는 것을 의미한다."(해럴드 브라운, 미국 국방부 장관, 1977-1981)[4]
- "국가 안전 보장은... 공동체의 여론이 자신만의 민족 자결권, 자치권, 번영, 안녕을 즐길 필요가 있다고 믿는다는 국내 및 국외 조건들을 통제하는 능력으로 기술할 수 있다."(찰스 마이어, 1990)[5]

## 같이 보기
- 국가안전보장회의